# Air-taxi europe
Air-Taxi Europe (Eigenschreibweise air-taxi europe, kurz a-te) ist eine deutsche Fluggesellschaft mit Sitz in Braunschweig und Basis auf dem Flughafen Braunschweig-Wolfsburg.

## Geschichte
Air-Taxi Europe wurde 2005 in Braunschweig (Niedersachsen) gegründet. Als erste Fluggesellschaft setzte sie Flugzeuge des österreichischen Herstellers Diamond Aircraft vom Typ DA42 „Twin Star“ kommerziell ein. Seit Ende 2007 betreibt sie auch Flugzeuge des Typs Reims-Cessna F406. Die Cessna F406 kann zur Beförderung von Passagieren und Fracht eingesetzt werden. Nach der Einstellung des Flugbetriebs des Flugdienst Fehlhaber ist Air-Taxi Europe zurzeit der einzige deutsche Betreiber dieses Flugzeugtyps. Die D-IATE ist die erste europäisch zugelassene Cessna der 400er Baureihe mit dem Glascockpit Garmin G600.
2009 erfolgte der Einstieg in den Regionalluftverkehr unter der Marke flyate.de.

## Flugziele
Air-Taxi Europe operiert als Regionalfluggesellschaft auf innerdeutschen Routen und führt zudem Charterflüge für Geschäftskunden, Terminfracht, Spenderorgane und Gefahrgut durch.

## Flotte
Mit Stand September 2020 besteht die Flotte der Air-Taxi Europe aus sechs Geschäftsreiseflugzeugen:
| Flugzeugtyp       | Anzahl | bestellt | Luftfahrzeugkennzeichen     | Anmerkungen | Sitzplätze |
| ----------------- | ------ | -------- | --------------------------- | ----------- | ---------- |
| Diamond DA42      | 2      |          | D-GAAA D-GBBB               |             | 3          |
| Reims-Cessna F406 | 4      |          | D-ICCC D-IATE D-IFFF D-ITTT |             | bis zu 12  |
| Gesamt            | 6      | —        |                             |             |            |